# Kara Michal
Kara Michal (Bulgaars: Кара Михал) is een dorp in het noordoosten van Bulgarije, gelegen in de gemeente Samoeil in oblast Razgrad. Het dorp ligt hemelsbreed ongeveer 26 km ten oosten van de stad Razgrad en 301 km ten noordoosten van de hoofdstad Sofia. 

## Bevolking
Het dorp telde in december 2019 53 inwoners, een daling vergeleken met het maximum van 707 personen in 1934.
|  |

Alle 63 inwoners reageerden op de optionele volkstelling van 2011. Van deze 63 respondenten identificeerden 46 personen zichzelf als etnische Bulgaren (73%), gevolgd door 17 Bulgaarse Turken (27%).
| Etnische samenstelling van de respondenten (2011) | Etnische samenstelling van de respondenten (2011) | Etnische samenstelling van de respondenten (2011) | Etnische samenstelling van de respondenten (2011) | Etnische samenstelling van de respondenten (2011) |
| ------------------------------------------------- | ------------------------------------------------- | ------------------------------------------------- | ------------------------------------------------- | ------------------------------------------------- |
|                                                   |                                                   |                                                   |                                                   |                                                   |
| Bulgaren                                          | Bulgaren                                          |                                                   | 73,0%                                             | 73,0%                                             |
| Turken                                            | Turken                                            |                                                   | 27,0%                                             | 27,0%                                             |
| Roma                                              | Roma                                              |                                                   | 0,0%                                              | 0,0%                                              |
| Anders/Onbekend                                   | Anders/Onbekend                                   |                                                   | 0,0%                                              | 0,0%                                              |

Bogdantsi · Bogomiltsi · Choema · Charsovo · Goljam Izvor · Goljama Voda · Kara Michal · Krivitsa · Nozjarovo · Ptsjelina · Samoeil · Vladimirovtsi · Zdravets · Zjeljazkovets